# 達奇內 (斯瓦托韋區)
49°23′31″N 38°5′51″E / 49.39194°N 38.09750°E

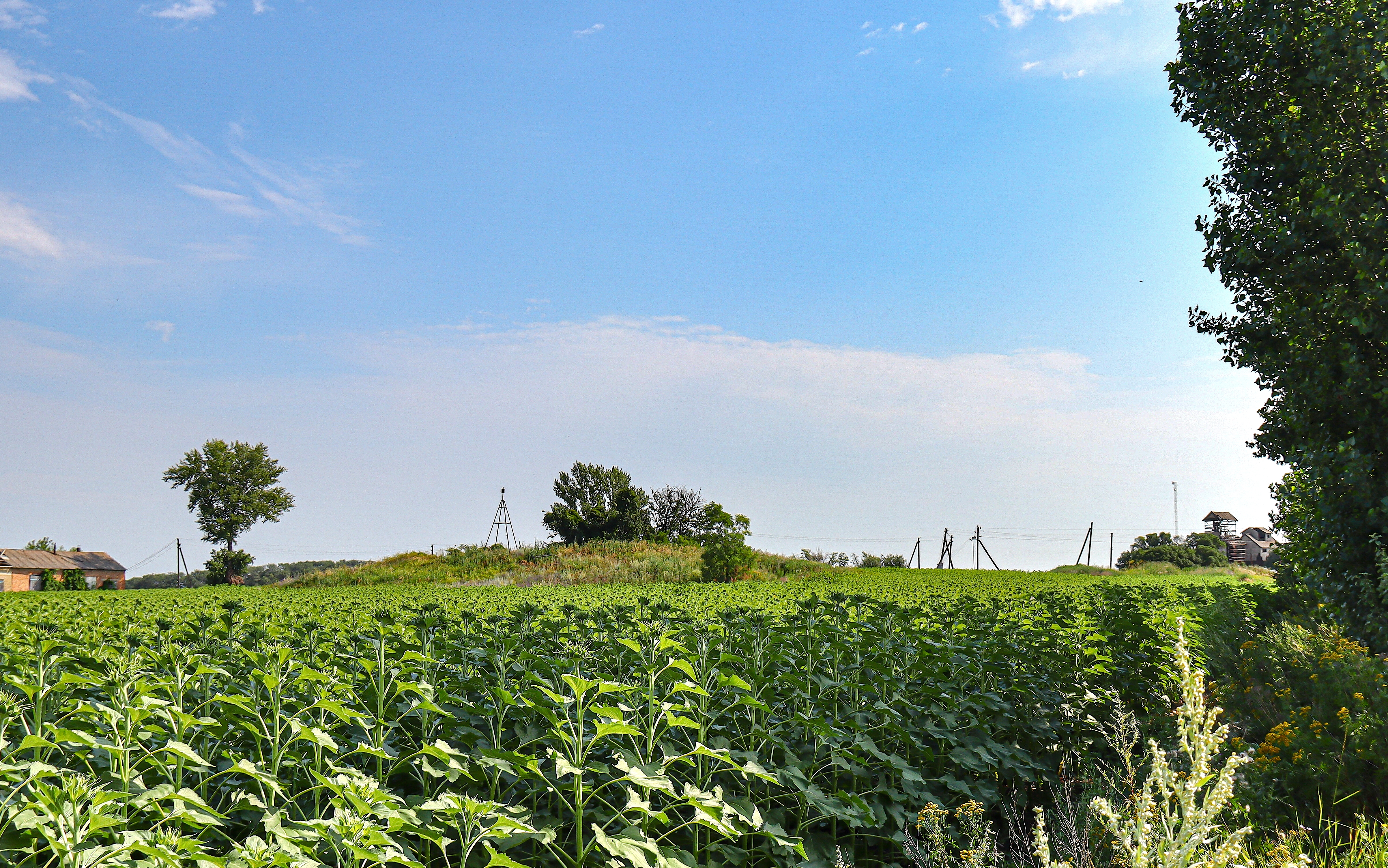
村景

達奇內（烏克蘭語：Дачне）是位於烏克蘭東部的村莊，由盧甘斯克州斯瓦托韋區的斯瓦托韋市鎮負責管轄。該村始建於1954年，面積0.75平方公里，海拔高度148米，2001年人口10，人口密度每平方公里13.4人。